# Arktisch-alpiner Garten
Der öffentlich zugänglich Arktisch-alpine Garten Chemnitz liegt ca. 5 km nördlich vom Stadtzentrum in Chemnitz in der Schmidt-Rottluff-Straße 90. Auf einer Fläche von nur 2000 m² werden ca. 4000 überwiegend arktische und alpine Pflanzenarten gezeigt. Diese sind nach geografischen, ökologischen und pflanzensoziologischen Gesichtspunkten angeordnet. Schwerpunkte der Sammlung sind Weiden (Salix), Heidekrautgewächse (Ericaceae), Farnpflanzen (Pteridophyta) und Pflanzen der Hochgebirge Neuseelands.
Besonderheiten des Gartens sind die genau dokumentierte Herkunft der Pflanzen, die es ermöglicht Forschungsfragen zu klären. Die Sammlung enthält viele seltene und an ihren natürlichen Standorten gefährdete oder bereits erloschene Pflanzenarten.
In natürlich angelegten Freilandterrarien können zudem Frösche, Unken, Feuersalamander und Schlangen besichtigt werden.

## Geschichte
Der Garten wurde 1956 vom Botaniker Walter Meusel (1922–1990) gegründet und zu Lebzeiten als privater Forschungsgarten geführt. Nach Meusels Tod wird er von der gemeinnützigen Walter-Meusel-Stiftung mit Unterstützung der Stadt Chemnitz betreut.